# Langesundsfjorden
Langesundsfjorden eller Breviksfjorden är en fjord av Skagerrak i Telemarks fylke, Norge. 
Fjorden går in mellan Brunlanes och Bamble, mellan fiskeläget Helgerån och lastageplatsen Langesund. Den är fylld av klippöar och förgrenar sig i flera armar. På östra sidan intränger mot nordöst Mørjefjorden, Landgangsfjorden, Ormefjorden och Eidangerfjorden. Mellan Brevik och Stathelle smalnar Langesundsfjorden till ett sund, varefter den under namnet Frierfjorden fortsätter mot norr upp till Skien, där den upptar Skiensälven.